# Duos with Lee
Albums par Dan Tepfer
Twelve Free Improvisations in Twelve Keys
(2009) Five Pedals Deep
(2010)
Albums par Lee Konitz
Deep Lee
(2008) Live at the Village Vanguard
(2009)
Duos with Lee est un album en duo du pianiste Dan Tepfer et du saxophoniste Lee Konitz sorti en 2009 chez Sunnyside Records.
Les deux musiciens se sont rencontrés en 2006 grâce à Martial Solal, compagnon de route de Konitz. Tepfer a joué avec Konitz en tant que sideman dès 2007.
Les dix Elande (anagramme de Dan et Lee) sont des improvisations variées, dans dix tonalités différentes, la dixième étant une évocation de The Last Time I Saw Paris. On y trouve également une composition de Tepfer, Merka Tikva, une improvisation de ce dernier en solo, No Lee, et un morceau de jazz des années 1920, Tree.

## Liste des pistes
| No  | Titre                         | Musique                | Durée |
| --- | ----------------------------- | ---------------------- | ----- |
| 1.  | Elande No 1 Fa                | Dan Tepfer, Lee Konitz | 2:30  |
| 2.  | Elande No 2 Si                | Dan Tepfer, Lee Konitz | 2:46  |
| 3.  | Elande No 3 La                | Dan Tepfer, Lee Konitz | 2:10  |
| 4.  | Elande No 4 Si                | Dan Tepfer, Lee Konitz | 2:41  |
| 5.  | Elande No 5 Ré                | Dan Tepfer, Lee Konitz | 1:15  |
| 6.  | Elande No 6 Sol               | Dan Tepfer, Lee Konitz | 1:31  |
| 7.  | Merka Tikva                   | Dan Tepfer             | 7:12  |
| 8.  | Elande No 7 Fa                | Dan Tepfer, Lee Konitz | 2:01  |
| 9.  | Elande No 8 Sol               | Dan Tepfer, Lee Konitz | 2:03  |
| 10. | Elande No 9 Mi                | Dan Tepfer, Lee Konitz | 2:13  |
| 11. | Elande No 10 (Free for Paree) | Dan Tepfer, Lee Konitz | 4:23  |
| 12. | No Lee                        | Dan Tepfer             | 3:54  |
| 13. | Trees                         | Joyce Kilmer           | 6:01  |

## Personnel
- Dan Tepfer : piano
- Lee Konitz : saxophone alto